# Toluen
Toluen je aromatski ogljikovodik s kemijsko formulo C6H5CH3, derivat benzena, v katerem je en vodikov atom zamenjan z metilno skupino –CH3. Je bistra, v vodi netopna tekočina z značilnim aromatskim vonjem. 
V industriji se na veliko uporablja kot surovina za druge proizvode, na primer za sintezo trinitrotoluena, saharina, benzojske kisline in benzaldehida. 
Vdihavanje toluena lahko povzroči resne nevrološke okvare. Toluen je pomembno organsko topilo, ki topi tudi nekatere anorganske snovi, na primer žveplo, jod, brom, fosfor in druge nepolarne kovalentne spojine.

## Zgodovina in ime
Spojino je prvi izoliral poljski kemik Filip Walter  leta 1837 z destilacijo borovega olja in jo imenoval retinafta. Kmalu zatem so jo preimenovali v toluen. Ime izhaja iz imena toluol, ki se nanaša na tolujski balzam, aromatičen izvleček kolumbijskega tropskega drevesa  Myroxylon balsamum, iz katerega so tudi izolirali toluen, vendar kasneje.

## Kemijske lastnosti
Za toluen so, tako kot za druge aromatske ogljikovodike, značilne elektrofilne aromatske substitucije. Zaradi metilne skupine je toluen  25 krat bolj reaktiven od benzena.  S sulfonacijo nastane p-toluensulfonska kislina, s kloriranjem s Cl2 v prisotnosti FeCl3 pa zmes o- in p-klorotoluena. 
Toluen lahko reagira tudi na stranski metilni skupini.  Z oksidacijo s kalijevim permanganatom v razredčeni kislini, na primer v žveplovi kislini, ali kalijevim permanganatom v koncentrirani žveplovi kislini nastane benzojska kislina, medtem ko z oksidacijo s kromil kloridom nastane benzaldehid (Étardova reakcija). Halogeniranje poteka po mehanizmu prostih radikalov. Primer: s segrevanjem  N-bromosukcinimida in toluena v prisotnosti azobisizobutironitrila (AIBN) nastane benzil bromid. Bromira se lahko tudi z obdelavo s HBr in H2O2 v prisotnosti svetlobe.
S katalitskim hidrogeniranjem toluena nastane metilcikloheksan.  Zaradi stabilnosti aromatskega obroča (pKa ≈ 45) reakcija poteka samo pod visokim tlakom.

## Proizvodnja
Toluen se v manjših količinah nahaja v surovi nafti. Proizvaja se v rafinerijah nafte v procesih proizvodnje bencina s katalitskim krekiranjem in krekiranjem z vodno paro in koksarnah.  Zadnja faza proizvodnega procesa je v obeh primerih destilacija ali ekstrakcija. 

### Laboratorijska priprava
Toluen se lahko industrijsko ali laboratorijsko pripravi po več postopkih.
- Iz benzena (Friedel-Craftsova reakcija)

Benzen reagira z metil kloridom v prisotnosti brezvodnega aluminijevega klorida in tvori tuluen:
C6H5H + CH3Cl+ → C6H5CH3 + HCl
Namesto AlCl3 se lahko uporabi tudi mnogo drugih katalizatorjev. Njihove reaktivnosti padajo v naslednjem zaporedju:  AlCl3 > SbCl3 > SnCl4 > BF3 > ZnCl2 > HgCl2. Reakcija ni preveč uporabna, ker se toluen zlahka še naprej alkilira s še večjo hitrostjo in tvori polisubstituirane produkte. 
- Iz bromobenzena (Wurtz-Fittigova reakcija)

Wurtz-Fittigova reakcija je reakcija aril halidov in alkil halidov v prisotnosti kovinskega natrija, v kateri nastanejo substituirane aromatske spojine. V reakciji med bromobenzenom in metil bromidom v brezvodnem etru nastane toluen:
C6H5Br + CH3Br + 2Na → C6H5CH3 + 2NaBr
- Z dekarboksilacijo toluenske kisline

Če se natrijeva sol o-, m- ali p-toluenske kisline (toluat) segreva z natrijevim apnom (zmes Ca(OH)2, vode, NaOH in KOH), nastane toluen:
C6H4CH3COONa + NaOH → C6H5CH3 + Na2CO3
- Iz krezola

Če se o-, m- ali p-krezol destilira iz cinkovega prahu, nastane toluen:
C6H4CH3OH + Zn → C6H5CH3  + ZnO
- Iz toluensulfonske kisline

Če se toluensulfonska kislina obdela s pregreto vodno paro ali kuha s HCl, nastane toluen:
CH3C6H4SO3H + HOH (para) → C6H5CH3  + H2SO4
- Iz toluidina

Toluidin se najprej diazotira z natrijevim nitritom (NaNO2) in HCl pri nizki temperaturi. Dobljena diazonijeva spojina se segreva z alkalnim stano kloridom (SnCl2), pri čemer nastana toluen.

## Uporaba
Toluen se uporablja predvsem kot surovina za proizvodnjo benzena. Proces se imenuje hidrodealkilacija:
C6H5CH3 + H2 → C6H6 + CH4
Druga najpomembnejša reakcija je disproporcionacija, v kateri nastaneta benzen in ksilen. Z oksidacijo toluena nastaneta benzaldehid in benzojska kislina.

### Topilo
Toluen se pogosto uporablja kot topilo in razredčilo za barvne premaze, silikonske tesnilne mase, kemijske reaktante, gumo, tiskarska črnila, lepila, lake, strojila za usnje in dezinfekcijska sredstva. Uporablja se tudi za sintezo toluen diizocianata, ki je surovina za poliuretanske pene, in sintezo eksploziva trinitrotoluena (TNT). Poleg tega se uporablja tudi kot topilo za nanomateriale, vključno z nanocevkami in fulereni in indikator fulerena. Barva raztopine C60 v toluenu je živo škrlatna. Uporablja se tudi kot cement za lepljenje drobnih predmetov iz polistirena, ki raztopi obe stični površini in nato izpari. Toluen razgrajuje rdeče krvničke in s tem omogoči ekstrakcijo hemoglobina za biokemijske poskuse.

### Gorivo
Toluen kot dodatek k bencinu za motorje z notranjim zgorevanjem poboljša njegovo oktansko število. Gorivo s 86 vol % toluena je v 1980. letih poganjalo vse motorje formule 1, najprej Hondine. Ostalih 14 vol % goriva je sestavljal n-heptan, ki je znižal oktansko število goriva do te mere, da je ustrezalo omejitvam za formulo 1. 100 % toluen je uporaben za dvotaktne in štiritaktne motorje. Zaradi svoje gostote in drugih dejavnikov gorivo ne izpareva dovolj dobro, dokler ni predgreto na 70 °C.  Honda je to dosegla z napeljavo dotočnih cevi za gorivo skozi izpušni sistem. 
V Avstraliji so odkrili, da se je toluen nezakonito mešal z bencinom in prodajal na bencinskih  črpalkah kot standardno gorivo. Poraba goriva ni bila zato nič večja, prodajalci bencina pa so se s tem izognili plačilu 40 % davka na že tako cenejši toluen.
Toluen se je še pred kratkim uporabljal tudi v mešanici nadomestnih goriv za reakcijske motorje.

### Drugo
Toluen se je zaradi svoje dobre toplotne prevodnosti uporabljal kot hladilno sredstvo za jedrske reaktorje. Kot topilo se je uporabljal za odstranjevanje kokaina iz listov koke, preden so se  uporabili za proizvodnjo sirupa za Coca-Colo.

## Toksikologija in presnova
Vdihavanje toluena v majhnih do srednjih količinah lahko povzroči utrujenost, zmedenost, slabost, pijanost, izgubo spomina, izguba apetita in sluha in barvno slepoto. Simptomi po navadi izginejo, ko izpostavljenost preneha. Vdihavanje velikih količin toluena v kratkem času lahko povzroči vrtoglavico, slabost ali zaspanost, nezavest in celo smrt.
Toluen je vsekakor manj strupen kot benzen, zato je v veliki meri nadomestil benzen kot aromatsko topilo. Benzen je znan kot rakotvorna snov, medtem ko je rakotvornost toluena zelo majhna.
Podobno mnoga druga topila, na primer  1,1,1-trikloroetan in nekateri alkilirani benzeni, toluen dokazano deluje kot nekompetitivni inhibitor receptorjev NMDA  (N-metil-D-aspartatni receptor) in GABAA. Zaradi evforije in disociativnih učinkov, ki jih povzroči vdihavanje, se pogosto zlorablja. Na glodalcih ima podobne učinke kot antidepresivi.

### Biološka razgradnja
Več vrst gliv (Cladophialophora, Exophiala, Leptodontium, Pseudeurotium zonatum in Cladosporium sphaerospermum) in nekatere vrste bakterij lahko razgrajuje toluen in ga uporablja kot vir ogljika in energije.